# San Huberto (Argentina)
San Huberto es una localidad argentina ubicada en el Departamento San Alberto de la provincia de Córdoba. Se encuentra sobre la Ruta Nacional 20, 3 km al sur de Nono, de la cual depende administrativamente.
Es una zona de producción de papas. En 2004 volvió a introducirse en la zona el cultivo de topinambur. Es asimismo una villa turística, favorecida por el entorno serrano y el cercano Dique La Viña; entre sus atractivos se encuentra la fangoterapia.

## Población
Cuenta con 116 habitantes (Indec, 2010), lo que representa un marcado incremento del 314% frente a los 28 habitantes (Indec, 2001) del censo anterior.
| Gráfica de evolución demográfica de San Huberto entre 1991 y 2010 |
|                                                                   |
| Fuente: Censos nacionales del INDEC                               |